# 投票箱

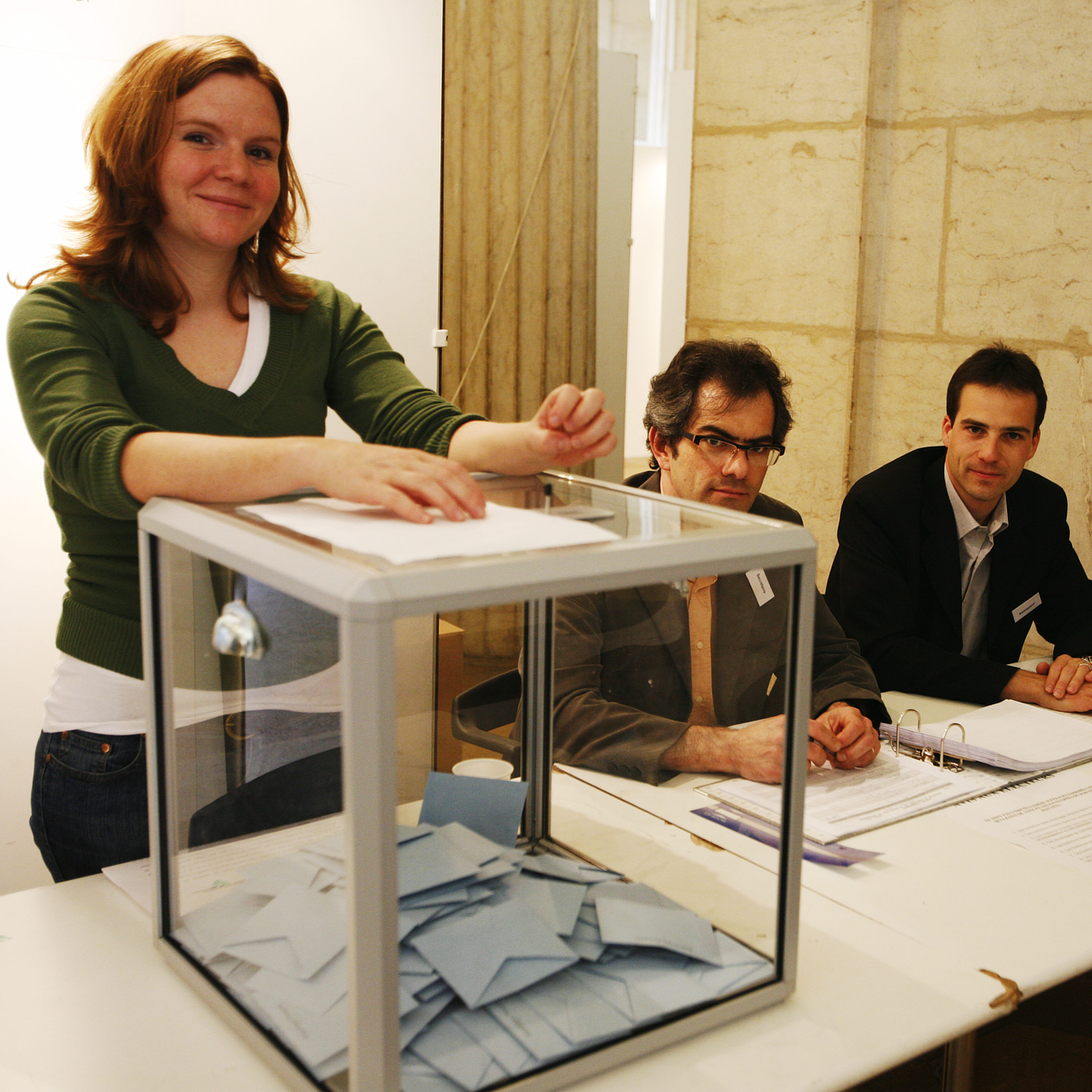
2007年フランス大統領選挙の投票箱

投票箱（とうひょうばこ、英: Ballot box）は投票時に投票用紙を投じる箱。

## 投票箱の構造
一時的な施錠が可能で、上部に投票用紙を投函するための細長いスリットが設けられている。材質はジュラルミンやアルミニウム等の金属　他に、木材、プラスチックなど。選挙不正を防ぐために中が透けて見えるタイプのものも多く用いられ、その場合は投票用紙を封筒に封入してから投函する。
2016年にガンビアで行われた大統領選挙では、現職大統領の発案でドラム缶が使われた事例がある。

## 日本

### 公職選挙法

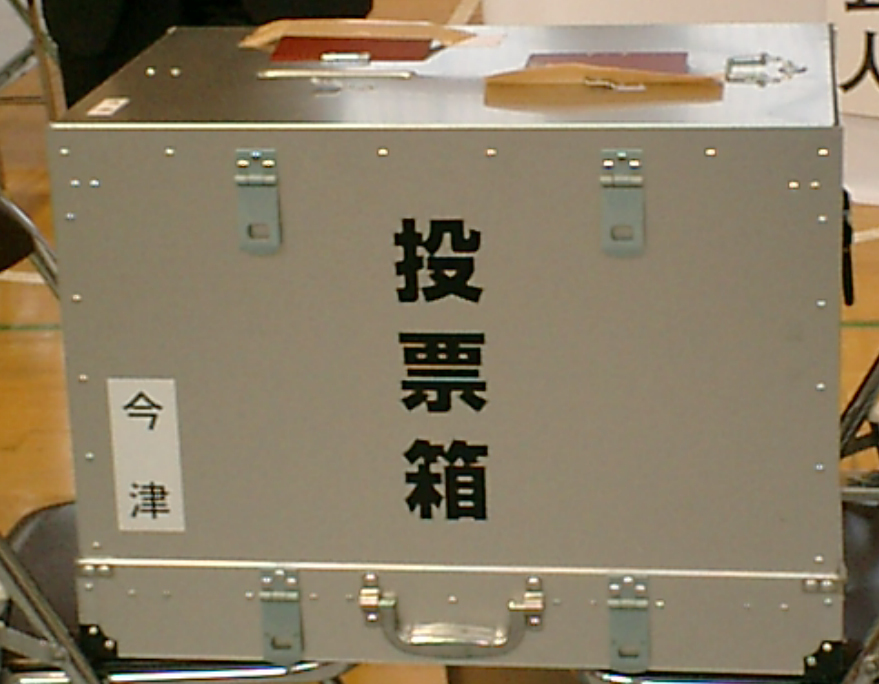
2005年大阪市長選挙の投票箱（ジュラルミン製、横長型）

公職選挙法に基づく日本の国政および地方選挙に用いられる投票箱の構造について、公職選挙法施行令では「投票箱は、できるだけ堅固な構造とし、且つ、その上部のふたに各々異なつた二以上の錠を設けなければならない」と定められている。
投票日、最初に投票に訪れた選挙人が箱の中身が空であることを確認した後に施錠し、投票を開始する（零票確認）。投票所を閉じるべき時刻になると、投票管理者がその旨を告げて投票所の入口を閉鎖した上で、投票所にある選挙人の投票が終わるのを待って投票箱を閉鎖する。そして、投票管理者は投票箱のふたを閉じ、鍵をかけた上で、二つの鍵のうち一つは投票箱を送致すべき投票立会人が保管し、もう一つの鍵は投票管理者が保管する。 投票箱は、ふたを閉じた後は、開票管理者に送致する場合を除き、投票所の外に持ち出すことが禁じられている。

### 国会
衆議院および参議院で投票先を投票用紙に記入して投票する場合は、記名投票・無記名投票を問わず不透明な投票箱を用いる。札状の白色票（賛成票）と青色票（反対票）を用いて記名の賛否投票を行う場合は、賛否用にそれぞれ用意された透明な投票箱に札状の票が積み上げられ、賛否にどれだけの票があるのか投票中に刻々分かる。